# ラリークラッシュ!!
ラリークラッシュ!!とは、BOSCO MOTOから発売されているビデオ・DVD。

## 概要
世界ラリー選手権（WRC）での衝突・横転などのシーンを収録したビデオ。
このビデオはシリーズ化しており、現在1991年〜2004年までのビデオ（DVDのみでビデオ販売はしていない）が販売されている。（2005年以降は販売されていない）
収録時間は60分。小さな衝突から大きな衝突・横転といろいろ映っている。
また、車内からの映像などの迫力ある映像も収録されている。
他に、「ファンキーラリークラッシュ!」というビデオも販売しており、このビデオは45分で、1991年〜1994年の映像＋αの映像を収録している。